# Bataille du lac Borgne
Guerre de 1812
Batailles
m
Batailles navales :
- Océan Atlantique

- USS Essex et HMS Alert (en)
- USS Constitution et HMS Guerriere (en)
- HMS Frolic et USS Wasp (en)
- USS United States et HMS Macedonian
- USS Constitution et HMS Java
- USS Hornet et HMS Peacock (en)
- Bataille de la rivière Rappahannock (en)
- HMS Shannon et USS Chesapeake
- Capture du HMS Dominica (en)
- USS Argus et HMS Pelican
- HMS Boxer et USS Enterprise (en)
- Capture de l'USS Frolic
- HMS Epervier et USS Peacock (en)
- USS Wasp et HMS Reindeer (en)
- USS Wasp et HMS Avon (en)
- Bataille de Fayal (en)
- Capture de l'USS President (en)
- HMS Cyane, HMS Levant et USS Constitution (en)
- HMS Penguin et USS Hornet (en)
- Nautilus et USS Peacock (en)

- Côte est des États-Unis

- Baie de la Chesapeake (en)
- Alexandria (en)
- Baltimore
- Hampden (en)
- Fort Peter

- Grands Lacs/Fleuve Saint-Laurent

- Lac Ontario (en)
- Sackets Harbor (1re) (en)
- York
- Fort George (en)
- Sackets Harbor (2e) (en)
- Lac Érié
- Fort Oswego (en)
- Lac Huron (en)
- Lac Champlain

- Caraïbes/Golfe du Mexique

- La Guaira (en)
- Fort Bowyer (1re)
- 13 décembre 1814 (en)
- Lac Borgne
- La Nouvelle-Orléans
- Fort St. Philip
- Fort Bowyer (2e)

- Océan Pacifique

- James Island (en)
- Charles Island (en)
- Nuku Hiva
- Valparaiso (en)

La bataille du lac Borgne est livrée le 14 décembre 1814, pendant la guerre de 1812.
Elle oppose cinq canonnières américaines, commandées par le Lieutenant Thomas Catesby Jones, à 42 barges britanniques sous les ordres du capitaine Nicholas Lockyer, qui capture les canonnières après une heure quarante de combat.

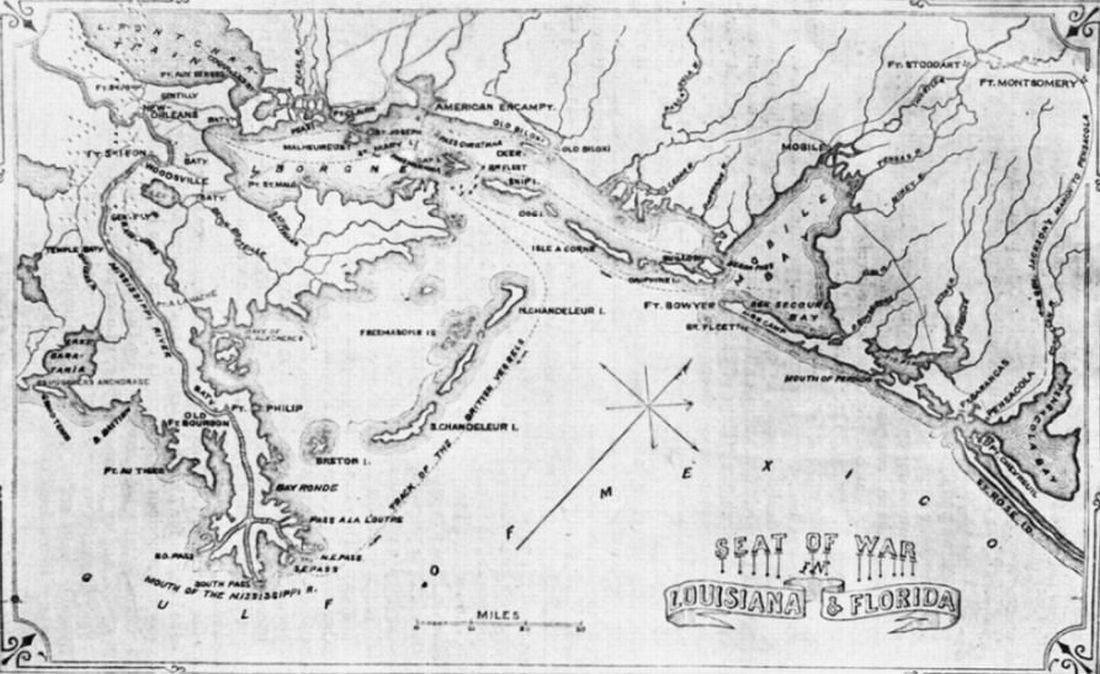
Carte de 1904 montrant le lac Borgne, la Nouvelle-Orléans et les zones environnantes.

## Sources
- Jack Sweetman, American naval history, Naval Institute Press, Annapolis, Maryland, 1991.  (ISBN 1557507856)